# Kiyoo Kanda
Kiyoo Kanda, és un exfutbolista japonès.

## Selecció japonesa
Kiyoo Kanda va disputar 4 partits amb la selecció japonesa.